# Колодко, Евгения Николаевна
Евгения Николаевна Колодко (22 июля 1990, Нерюнгри, Якутская АССР) — российская толкательница ядра, чемпионка Европы среди молодёжи (2011), чемпионка России (2011—2014).

## Карьера

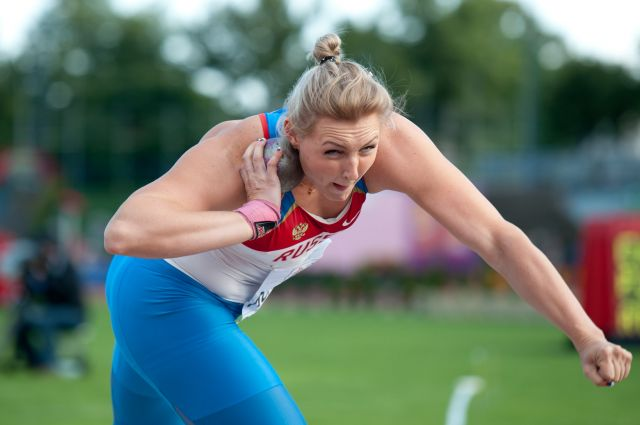
На чемпионате Европы среди молодёжи

Евгения сначала занималась волейболом и мас-рестлингом. Затем по примеру отца Николая Александровича Колодко перешла в пауэрлифтинг, где добилась значимых успехов, став чемпионкой и рекордсменкой России, а также чемпионкой мира среди девушек в 2005 году. Именно после этой победы Евгения была замечена тренерами по лёгкой атлетике и поступила сначала в Санкт-Петербургское училище олимпийского резерва, а позже продолжила занятия в Москве, у тренера Светланы Николаевны Пестрецовой, где добилась успехов. Спустя некоторое время приняла решение вернуться в Якутию, чтобы тренироваться под руководством своего отца. В 2011 году спортсменка выиграла молодёжный чемпионат Европы и чемпионат России, что позволило ей войти в состав сборной на чемпионате мира, где она, улучшив личный рекорд с 19,33 до 19,78 м, заняла 5-е место.
На чемпионате мира по лёгкой атлетике 2013 г. заняла 5 место с результатом 19,81 м. В феврале 2014 года Евгения Колодко вновь стала чемпионкой России в толкании ядра у женщин с лучшим результатом сезона в стране 18,88 м.
Под руководством отца Евгения завоевала медали на Олимпиаде 2012 и чемпионатах Европы 2013 (в помещении) и 2014, однако позже была уличена в применении допинга и лишена этих наград.
Имеет воинское звание «лейтенант».

## Допинг
19 апреля 2017 года Всероссийская федерация легкой атлетики сообщила, что Евгения Колодко добровольно призналась в применении допинга. У неё был обнаружен запрещённый препарат дегидрохлорметилтестостерон. Евгения подписала предложенную Международной ассоциацией легкоатлетических федераций форму признания, которая предполагает снижение сроков дисквалификации спортсменов до двух лет, а также возврат ими медалей и заработанных премиальных. Результаты, показанные ею между 2013 и 2015 годами будут аннулированы.

## Основные результаты
| Год  | Турнир                          | Место проведения       | Место | Результат |
| ---- | ------------------------------- | ---------------------- | ----- | --------- |
| 2008 | Чемпионат России среди юниоров  | Чебоксары, Россия      | 2-е   | 14.87 м   |
| 2009 | Чемпионат Европы среди юниоров  | Нови-Сад, Сербия       | 9-е   | 14.50 м   |
| 2010 | Чемпионат России среди молодёжи | Чебоксары, Россия      | 2-е   | 16.15 м   |
| 2011 | Чемпионат России среди молодёжи | Волгоград, Россия      | 1-е   | 18.01 м   |
| 2011 | Чемпионат Европы среди молодёжи | Острава, Чехия         | 1-е   | 18.87 м   |
| 2011 | Чемпионат России                | Чебоксары, Россия      | 1-е   | 19.33 м   |
| 2011 | Чемпионат мира                  | Тэгу, Республика Корея | 5-е   | 19.78 м   |
| 2012 | Чемпионат Мира в помещении      | Стамбул, Турция        | 7-е   | 18,57 м   |
| 2012 | Летние Олимпийские игры 2012    | Лондон, Великобритания | DSQ   | 20,48 м   |
| 2013 | Чемпионат Европы в помещении    | Гётеборг, Швеция       | DSQ   | 19,04 м   |
| 2013 | Чемпионат Мира                  | Москва, Россия         | DSQ   | 19,81 м   |
| 2014 | Чемпионат мира в помещении      | Сопот, Польша          | DSQ   | 19,11 м   |
| 2014 | Чемпионат Европы                | Цюрих, Швейцария       | 2-е   | 19,39 м   |

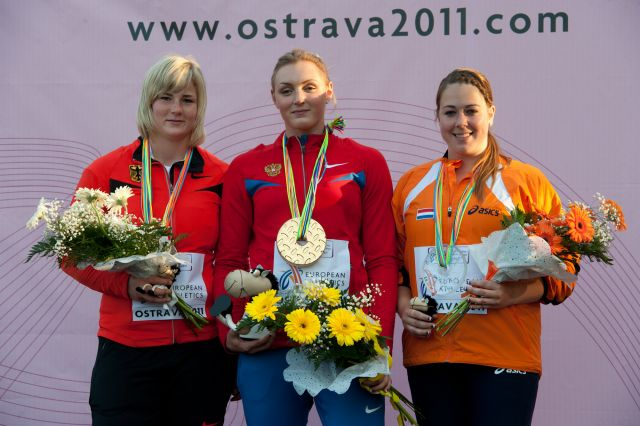
На церемонии награждения призёров чемпионата Европы среди молодёжи

На Олимпийских играх 2012 года в Лондоне Евгения Колодко показала в финале соревнований по толканию ядра третий результат, но после того, как победительница Надежда Остапчук (Белоруссия) была лишена золотой медали из-за положительного результата допинг-проб, Евгения получила статус серебряной медалистки Олимпийских игр. В 2016 году МОК лишил Евгению Колодко серебряной медали Олимпиады-2012 в Лондоне из-за обнаружения в её пробах туринабола и ипаморелина.

## Награды и почётные звания
- Медаль ордена «За заслуги перед Отечеством» I степени (13 августа 2012 года) — за большой вклад в развитие физической культуры и спорта, высокие спортивные достижения на Играх XXX Олимпиады 2012 года в городе Лондоне (Великобритания)[7].
- Орден «Полярная звезда» (22 сентября 2012 года) — высшая награда Республики Саха (Якутия)[8].
- Заслуженный мастер спорта России (20 августа 2012 года)[9].